# Zaynab al-Nafzawiyya
Zaynab al-Nafzawiyya (em árabe: زينب النفزاوية) ( fl. 1075), também chamada Zainab, Zeineb, Zineb e Zaynab bint Ishaq al-Hawwariyya, foi uma influente líder berbere no início do império almorávida berbere, que ganhou o controle de Marrocos, Argélia e partes da Espanha. Por seu prestígio, ficou conhecida como a “rainha” do império almorávida, apesar de não estar viva quando ocorreu a consolidação territorial do império.